# Bo Kaspers Orkester
Bo Kaspers Orkester (BKO) es una banda sueca de jazz-rock conformada por:
- Bo Kasper Sundström, cantante, guitarra
- Fredrik Dahl, batería
- Michael Malmgren, bajo
- Mats Schubert, piano, keyboards, guitarra

## Discografía
- Söndag i sängen (1993)
- På hotell (1994)
- Amerika (1996)
- I centrum (1998)
- Hittills, samling (2000)
- Kaos (musikalbum)|Kaos (2001)
- Vilka tror vi att vi är (2003)
- Sto-Gbg, live-DVD (2004)
- Hund (2006)
- 8 (2008)
- New Orleans (2010)
- Du borde tycka om mig (2012)
- Redo att gå sönder (2015)
- 23.55 (2019)

### Singles

#### FrånSöndag i sängen
- Det går en man omkring i mina skor (1992)
- Söndag i sängen (1992)
- Köpenhamn (1993)
- Ni bad om det (1994)

#### FrånPå hotell
- Mindre smakar mer (1994)
- Puss (1994)
- Hon är så söt (1994)
- Ingenting alls (1995)

#### FrånAmerika
- Amerika (1996)
- Ett & noll (1996)
- Vi kommer aldrig att dö (1997)

#### FrånI centrum
- Önska dig en stilla natt (1997)
- Undantag (1998)
- Svårt att säga nej (1999)
- Semester (1999)
- Allt ljus på mig (1999)

#### FrånKaos
- Ett fullkomligt kaos (2001)
- Människor som ingen vill se (2002)

#### FrånVilka tror vi att vi är
- Långsamt (2003)
- Dansa på min grav (2003)

#### FrånHund
- I samma bil (2006)
- En man du tyckte om (2006)